# Katiana Levavasseur
Pour les articles homonymes, voir Levavasseur.
Katiana Levavasseur, née le 9 décembre 1970 à Rouen (Seine-Maritime), est une technicienne de surface et femme politique française.
Membre du Rassemblement national depuis 2014, elle est élue conseillère municipale du Neubourg en 2020 puis députée dans la 2e circonscription de l'Eure en 2022.

## Biographie
Rouennaise d’origine, d’une famille ouvrière, Katiana Levavasseur est diplômée d'un BEP sanitaire et social, obtenu en 2000.
Elle est agente de maintenance et de nettoyage dans un supermarché E.Leclerc.

### Politique
Katiana Levavasseur devient membre du Front national en 2014.
Elle est conseillère municipale du Neubourg, membre de l’opposition.
Le 19 juin 2022, au second tour des élections législatives de 2022, en obtenant 51,10 % des voix, est élue dans la deuxième circonscription de l'Eure. Elle bat le député sortant, Fabien Gouttefarde. Elle devient membre de la commission des Affaires sociales de l'Assemblée nationale.

## Résultats électoraux

### Élections législatives
| Année | Parti  | Parti | Circonscription | 1er tour | 1er tour | 1er tour | 2d tour | 2d tour | 2d tour | Issue |
| Année | Parti  | Parti | Circonscription | Voix     | %        | Rang     | Voix    | %       | Rang    | Issue |
| ----- | ------ | ----- | --------------- | -------- | -------- | -------- | ------- | ------- | ------- | ----- |
| 2022  |        | RN    | 2e de l'Eure    | 11 508   | 29,61    | 2e       | 17 990  | 51,10   | 1re     | Élue  |
| 2024  | 22 951 | RN    | 2e de l'Eure    | 43,61    | 1re      | 26 898   | 54,36   |         | Élue    |       |

### Élections municipales
| Année | Nuance | Nuance | Commune     | 1er tour | 1er tour | 1er tour | 2d tour | 2d tour | 2d tour | Sièges obtenus |
| Année | Nuance | Nuance | Commune     | Voix     | %        | Rang     | Voix    | %       | Rang    | Sièges obtenus |
| ----- | ------ | ------ | ----------- | -------- | -------- | -------- | ------- | ------- | ------- | -------------- |
| 2020  |        | RN     | Le Neubourg | 217      | 18,95    | 2e       |         |         |         | 2 / 27         |